# Hornick (Iowa)
Hornick es una ciudad ubicada en el condado de Woodbury en el estado estadounidense de Iowa. En el Censo de 2010 tenía una población de 225 habitantes y una densidad poblacional de 336,72 personas por km².

## Geografía
Hornick se encuentra ubicada en las coordenadas 42°13′51″N 96°5′48″O / 42.23083, -96.09667. Según la Oficina del Censo de los Estados Unidos, Hornick tiene una superficie total de 0.67 km², de la cual 0.66 km² corresponden a tierra firme y (1.94%) 0.01 km² es agua.

## Demografía
Según el censo de 2010, había 225 personas residiendo en Hornick. La densidad de población era de 336,72 hab./km². De los 225 habitantes, Hornick estaba compuesto por el 98.22% blancos, el 0.44% eran afroamericanos, el 0% eran amerindios, el 0.44% eran asiáticos, el 0% eran isleños del Pacífico, el 0.44% eran de otras razas y el 0.44% pertenecían a dos o más razas. Del total de la población el 0.89% eran hispanos o latinos de cualquier raza.